# Tengeri pisztráng
A tengeri pisztráng (Salmo trutta trutta) a sugarasúszójú halak (Actinopterygii) osztályának lazacalakúak (Salmoniformes) rendjébe, ezen belül a lazacfélék (Salmonidae) családjába tartozó sebes pisztráng (Salmo trutta) egyik alfaja, alakja, míg egyesek szerint csak szinonimája.

## Előfordulása
A tengeri pisztráng a sebes pisztrángnak az anadrom (sósvízben élő, édesvízben szaporodó élőlény) alfaja vagy alakja. Az előfordulási területe magába foglalja az Észak-Atlanti-óceán keleti felét Izlandtól egészen Európáig, a Barents-, a Kara-, az Északi-, a Balti-, a Fekete- és a Kaszpi-tengert. A Földközi-tengerből viszont hiányzik. Az ívási időszakban az északi-sarkvidéktől a Vizcayai-öbölig, valamint a Volgáig sok folyóba felúszik.
Az ember betelepítette Ausztráliába, Tasmniára, Új-Zélandra, Argentínába, Chilébe, Észak-Amerika mindkét partvidékére, valamint a Falkland- és a Kerguelen-szigetekre. A betelepítés csak azokon a helyeken sikeres, ahol a hal szabadon mozoghat az édesvíztől a sósba és fordítva.

## Megjelenése
Alakja a lazacéhoz hasonló, bár annál karcsúbbnak tűnik kicsi, ezüstös pikkelyei miatt. Testének oldalvonal feletti részén fekete pettyek találhatók. Farokúszója majdnem egyenes vonallal végződik. Az átlagos hossza 60 centiméter, de elérheti a 130 centiméteres hosszt is. 18-56 centiméteresen már felnőttnek számít. Az élőhelyminőségtől függően 9-24 kilogrammos lehet. Ívás után nem pusztul el, hanem visszaúszik a tengerekbe.

## Fordítás
- Ez a szócikk részben vagy egészben  a   Sea trout című angol Wikipédia-szócikk ezen változatának fordításán alapul.  Az eredeti cikk szerkesztőit annak laptörténete sorolja fel. Ez a jelzés csupán a megfogalmazás eredetét és a szerzői jogokat jelzi, nem szolgál a cikkben szereplő információk forrásmegjelöléseként.